# Fredrik Pettersson (ishockeyspelare)
John Fredrik Michael Pettersson, född 10 juni 1987 i Backa församling, Göteborg, är en svensk före detta ishockeyspelare. Han var högerskytt och spelade senast som  forward i ZSC Lions i Nationalliga A. 2021.
Pettersson har tidigare spelat i Frölunda HC, där han blev mycket populär. Efter en omröstning i C More fick han 2012 priset Fansens Favorit efter att ha röstats fram bland 15 andra kandidater från elitserieklubbarna, framtagna av lagens supporterklubbar och kanalens experter.
Fredrik Pettersson är mest känd för den breda idrottspubliken i Sverige för sin avgörande straff i Kvartsfinalen för Tre Kronor i Hemma VM i Globen 2013 emot Kanada där han dundrade in ett stenhårt slagskott i krysset förbi en chanslös Mike Smith.

## Biografi
Pettersson spelade säsongen 2005 U18-VM, där laget tog en bronsmedalj. Han spelade också i Juniorvärldsmästerskapet i ishockey 2006 och 2007, där Sverige slutade femma respektive fyra.
I seniorsammanhang har han spelat i VM 2010 där Tre Kronor erövrade bronsmedaljen. Han var också uttagen i VM 2012 där laget kom sexa. Pettersson spelade dock endast några få minuter av premiärmatchen mot Norge innan han olyckligt föll in i målburen och drabbades av en fraktur i armen. Smällen höll honom ur spel resten av turneringen.
Pettersson tog plats även i guldlaget i VM 2013 och hans straffmål gav Sverige segern i kvartsfinalen mot Kanada. Målet räckte till avancemang då Jordan Eberle missade den efterföljande straffen. Straffmålet var ett av Petterssons totalt tre mål i turneringen och i övrigt noterades han för fyra assist, två utvisningsminuter och +6 i plus- minusstatistiken.
I april 2014 tillkännagavs att Fredrik Pettersson går in och stöttar damhockeyspelare i Göteborg HC tillsammans med sitt bolag ExeBygg.

## Meriter
- JSM-guld: J18 2005
- U18 VM-brons: 2005
- JSM-guld: J20 2005
- JSM-guld: J18 2004
- JSM-guld: J18 2003
- TV-pucken första plats: 2001
- VM-brons 2010
- VM-guld 2013
- Media All-Star Team NLA 2014-2015
- Media Best Forward NLA 2014-2015
- Most Goals NLA 2014-2015
- Most Assists NLA 2014-2015
- Most Points NLA 2014-2015
- Most Goals NLA 2015-2016
- Most Goals NLA 2017-2018

## Klubbar
- 2005–2007  Calgary Hitmen WHL
- 2007–2010  Frölunda HC SHL
- 2010–2011  Chicago Wolves AHL
- 2011–2012  Frölunda HC SHL
- 2012–2013  HK Donbass KHL
- 2013–2016  HC Lugano Nationalliga A
- 2016-2017  Torpedo Nizhny Novgorod KHL
- 2016-2017  HK Dinamo Minsk KHL
- 2017-2021  ZSC Lions Nationalliga A